# Anthaxia thalassophila iberica
Anthaxia thalassophila iberica é uma subespécie de insetos coleópteros polífagos pertencente à família Buprestidae.
A autoridade científica da subespécie é Cobos, tendo sido descrita no ano de 1986.
Trata-se de uma subespécie presente no território português.